# Farin Baki
Farin Baki (auch: Falimbaki, Farinbaki) ist ein Dorf in der Landgemeinde Korahane in Niger.

## Geographie
Das von einem traditionellen Ortsvorsteher (chef traditionnel) geleitete Dorf befindet sich rund zwei Kilometer südöstlich des Hauptorts Korahane der gleichnamigen Landgemeinde, die zum Departement Dakoro in der Region Maradi gehört. Eine weitere Siedlung in der Umgebung von Farin Baki ist Kaya Adamou im Südwesten.
Es herrscht das Klima der Sahelzone vor, mit einer durchschnittlichen jährlichen Niederschlagsmenge zwischen 300 und 400 mm.

## Geschichte
Der Ortsname Farin Baki leitet sich von einem beim Dorf gelegenen kleinen See ab. Er kommt aus der Sprache Hausa und bedeutet wörtlich „weißer Mund“ beziehungsweise übertragen „weiße Öffnung“.
Die Wodaabe-Gruppe Kasaousaoua, in anderer Schreibweise Kassaoussaoua, nennt sich seit 1939 nach dem Gewässer auch Farinbaki. Sie ist seit 2004 als Gruppierung (groupement), also als Verband mehrerer Untergruppen (tribus), anerkannt.

## Bevölkerung
Bei der Volkszählung 2012 hatte Farin Baki 1271 Einwohner, die in 137 Haushalten lebten. Bei der Volkszählung 2001 betrug die Einwohnerzahl 619 in 87 Haushalten und bei der Volkszählung 1988 belief sich die Einwohnerzahl auf 519 in 97 Haushalten.
Die Bevölkerungsdichte in diesem Gebiet ist für nigrische Verhältnisse hoch.

## Wirtschaft und Infrastruktur
Farin Baki ist von einem weitläufigen Weideland umgeben, das traditionellerweise in der Trockenzeit von nomadischen Fulbe- und Wodaabe-Viehzüchtern aufgesucht wird. Es wird Saatgut für Hirse und Augenbohnen produziert. Es gibt eine Schule im Dorf. In der Nähe des Ortes verläuft die 366,6 Kilometer lange Nationalstraße 32 zwischen Keita und Sabon Kafi. Es handelt sich in diesem Abschnitt um eine moderne Erdstraße.